# 松尾稲荷神社
松尾稲荷神社は兵庫県神戸市兵庫区に鎮座する稲荷神社。祭神は宇賀之魂。

## 概要
創建年不明。現在の社殿は1914年に造営されたもの。民家や商店などが密集する下町の一角に鎮座している。戦前ごろまでは新開地の近くにあることもあって多くの商売人や劇場の役者、福原の遊廓で働く芸妓、カフェの従業員など水商売に就く人々、また元町からも近く中国人なども多く訪れたとされ、数多くの商店などの提灯が並んだと伝えられる。現在も約350個の提灯が並び、社殿の中の奥には多くの祠がある。故に「提灯持ちのお稲荷さん」と呼ばれ、本来の商売繁盛の御利益に加え、縁結び、恋愛成就の神としても信仰を集めている。
また、「松福さん」とよばれるアメリカ渡来の福神ビリケンが社殿の中の奥に祀られていることでも有名。この像は大正初期に、元町の洋食店主がアメリカの水兵が持ち込んだものを参考にして木を彫って作り、店前に安置、神戸っ子の人気を博したが、大正末期に神社に奉納された。この像は木製で右手に打ち出の小槌、左手に宝珠の珠、米俵の上に腰を掛け、背中に大判を背負うという和洋折衷のビリケン像である。この大黒様と混じったようなスタイルは当時「ジャパンビリケン」と呼ばれ人気を博した。その後神社に祀られているうちに、招福の御利益に加え、病気治癒、学業向上などのご利益があると信仰されている。そのほかにも現在の宮司により、世界各国のビリケン約100体余りが集められている。

## 名の由来
楠木正成ゆかりの松にちなんで松尾稲荷の社号がついた。1336年、正成が湊川の戦いの出陣に際し、湊川の西の堤に立つ松の大木を目印に一族郎党の集合を命じた。その時に神仏の護符が戦による血で穢れるのを嫌い、松の側の稲荷の祠にそれを収めたといわれている。

## 近隣の主な施設
- 湊川神社
- 新開地アートひろば（旧神戸アートビレッジセンター）
- ハーバーランド
- 湊八幡神社
- 西出町鎮守稲荷神社（同じくビリケンが祀ってある）
- 川崎重工業船舶海洋ディビジョン神戸工場

## 所在地
- 兵庫県神戸市兵庫区東出町3

## 交通
- JR西日本神戸駅・神戸市営地下鉄ハーバーランド駅より南東へ徒歩約10分。